# Новый Витков
Новый Витков (укр. Новий Витків) — село в Радеховской городской общине Шептицкого района Львовской области Украины.
Население по переписи 2001 года составляло 1238 человек. Занимает площадь 4,137 км². Почтовый индекс — 80217. Телефонный код — 3255.